# 苏亚 (阿拉瓦省)
苏亚（西班牙語：Zuya）是西班牙巴斯克自治区阿拉瓦省的一个市镇。总面积123km²，总人口1906人（2001年），人口密度15人/km²。最早提到该地的文献是存放于拉里奥哈聖米良-德拉科戈利亞修道院的，一般认为写于1025年。

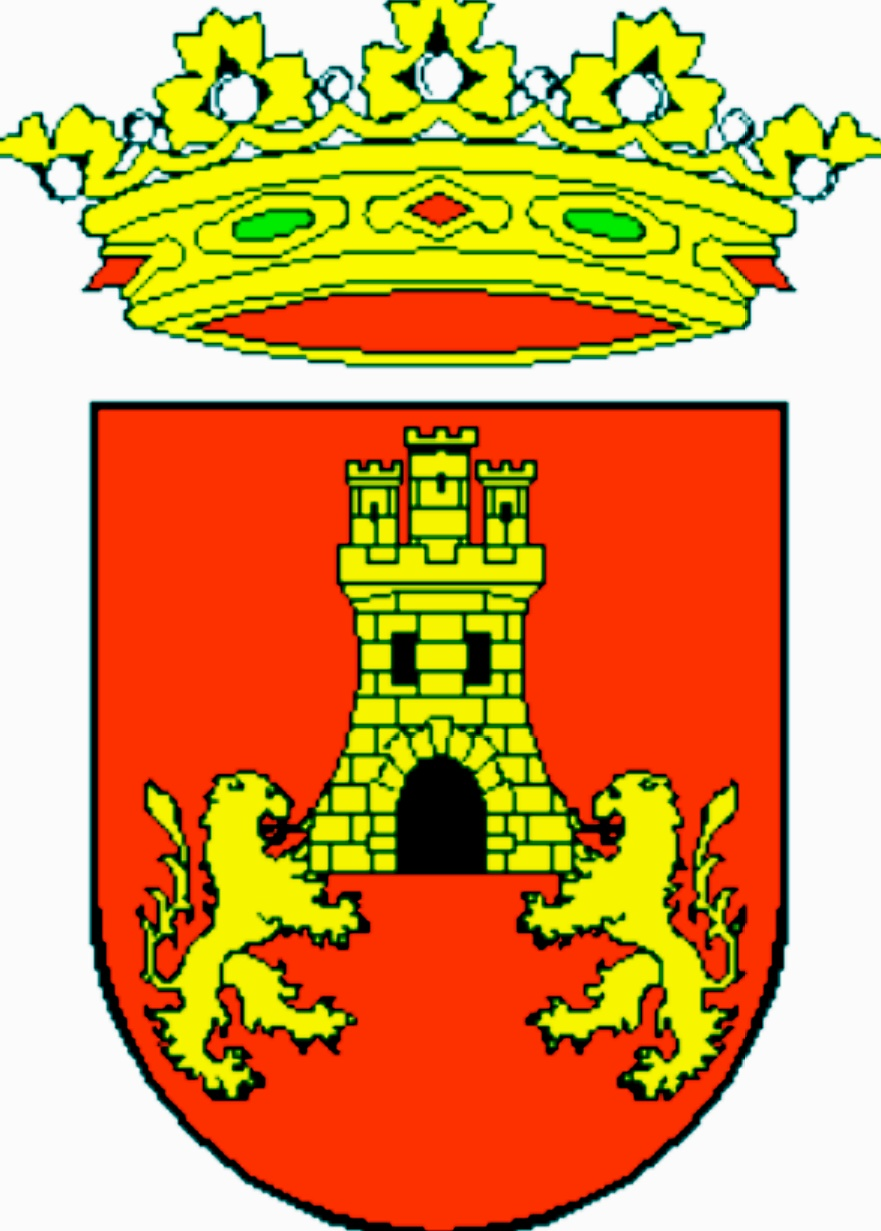
苏亚纹章